# Åke Hassbjer

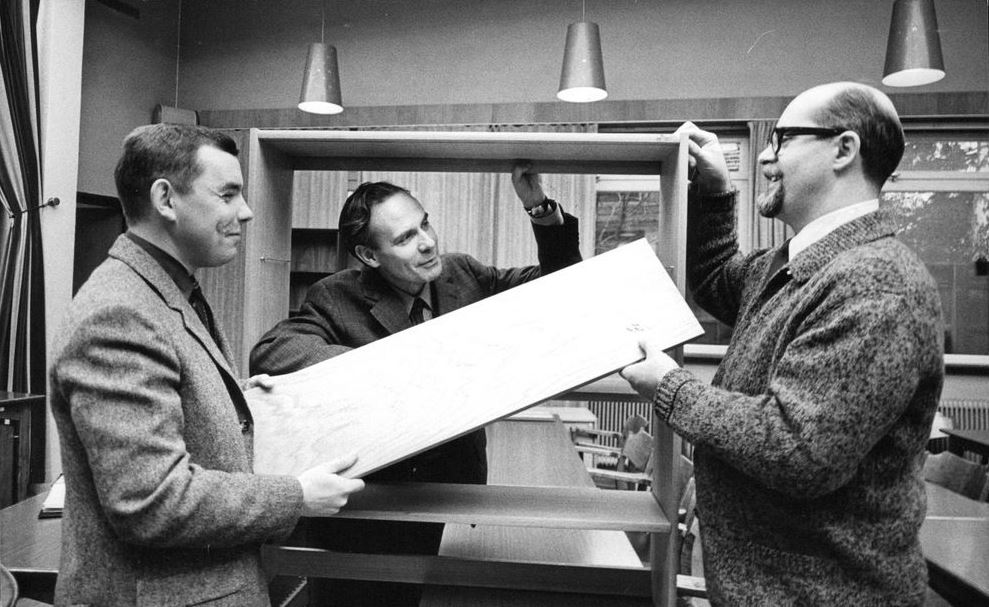
Möbelarkitekterna Sven Dahlman, Erik Berglund och Åke Hassbjer (1966).

Åke Hilmer Hassbjer, född 3 april 1929 i Vetlanda, är en svensk inredningsarkitekt.
Hassbjer studerade vid NKI-skolan 1947–1951, NK-skolan 1948–1950, Sigtunastiftelsen och Köpmannainstitutet i Stockholm 1950, Stockholms högskola 1952 och Konstfack 1952–1954.
Han anställdes hos NK i Stockholm 1948 och var därefter inredningsarkitekt hos AB Peterson & Nilsson Möbelaffär 1953–1955. Han bedrev sedan konsulterande verksamhet och var innehavare av Åke Hassbjers Inredning i Stockholm och Malmö från 1962 och firma Inspirerad miljö i Viken från 1965.
Han var medarbetare i tidningen Femina från 1955, i Bra Bohags färgtidning 1958–1960 och produktionschef där 1961–1964. Han har bland annat skrivit artiklar i svensk och utländsk fackpress samt svensk dagspress. Han har deltagit i ett flertal möbelutställningar, bland annat Svensk Bolig Kavalkade på Illums Bolighus i Köpenhamn 1966.
Hassbjer är son till köpman Hilmer Petersson och Estrid Höglund. 